# Tajemnica zdrowia psychicznego
Tajemnica zdrowia psychicznego – termin prawniczy wprowadzony ustawą z dnia 19 sierpnia 1994 r. o ochronie zdrowia psychicznego.
- Rozdział 6 (art. 50-52) – obowiązek ochrony tajemnicy dotyczy wszelkich informacji, jak również i osób wykonujących czynności wynikające z ustawy.